# LuxRender
LuxCoreRender（ラクスコアレンダー）は、LuxRenderの後継であり、物理的に正しい画像合成を行うための、自由でオープンソースソフトウェアのレンダリングシステムである。プログラムはLinux、macOS、Microsoft Windows上で動作する。

## 概要
LuxCoreRenderは3Dレンダリングを特徴とし、またモデル、マテリアル (材質)、ライト及びカメラを含むレンダリング対象シーンの作成を他のプログラムに頼る (3Dモデリングプログラム)。このシーンの内容は、その後、LuxCoreRenderでレンダリングするためにシーンを作成したアプリケーションからエクスポートされる。完全に機能するエクスポーターはBlenderで利用可能である。LuxRender時代はDAZ Studio、3ds Max、Cinema 4D、Maya、SketchUp及びXSI向けのエクスポーターも存在した。エクスポートされたファイルを開いた後、LuxCoreRenderはシーンをレンダリングする。後処理設定を様々に弄ることは、視覚ユーザーインターフェース及びシーン制御ファイルを通して設定可能である。LuxCoreRenderの大きな特徴は、画像がまだ処理されている最中に、ユーザーが異なるライトのバランスを変更できることである。

## 歴史
LuxCoreRenderは物理ベースのレイトレーシングプログラムPBRTを基にしている。PBRTはとても能力があり、良く構造化されているが、学術用途に注力し、デジタルアーティストにとって使用が容易でない。PBRTはBSDライセンスの下でライセンスされているため、PBRTのソースコードを基にして新たなプログラムを始めることが可能であった。2007年9月、そのオリジナルの開発者の恩恵により、プログラマーの小さなグループはその方法を行った。新たなプログラムはLuxRenderと名付けられ、アーティストの使用に注力することとなった。その初期段階より、このプログラムは世界中のごく一握りの様々なプログラマーを惹きつけた。
2008年6月24日、LuxRenderの最初の公式リリースが発表された。これは一般大衆が使用可能となったと考えられる最初のリリースであった。
2018年、LuxRenderは古いコードベースを捨てて、LuxCoreRendererとなった。

## 特徴

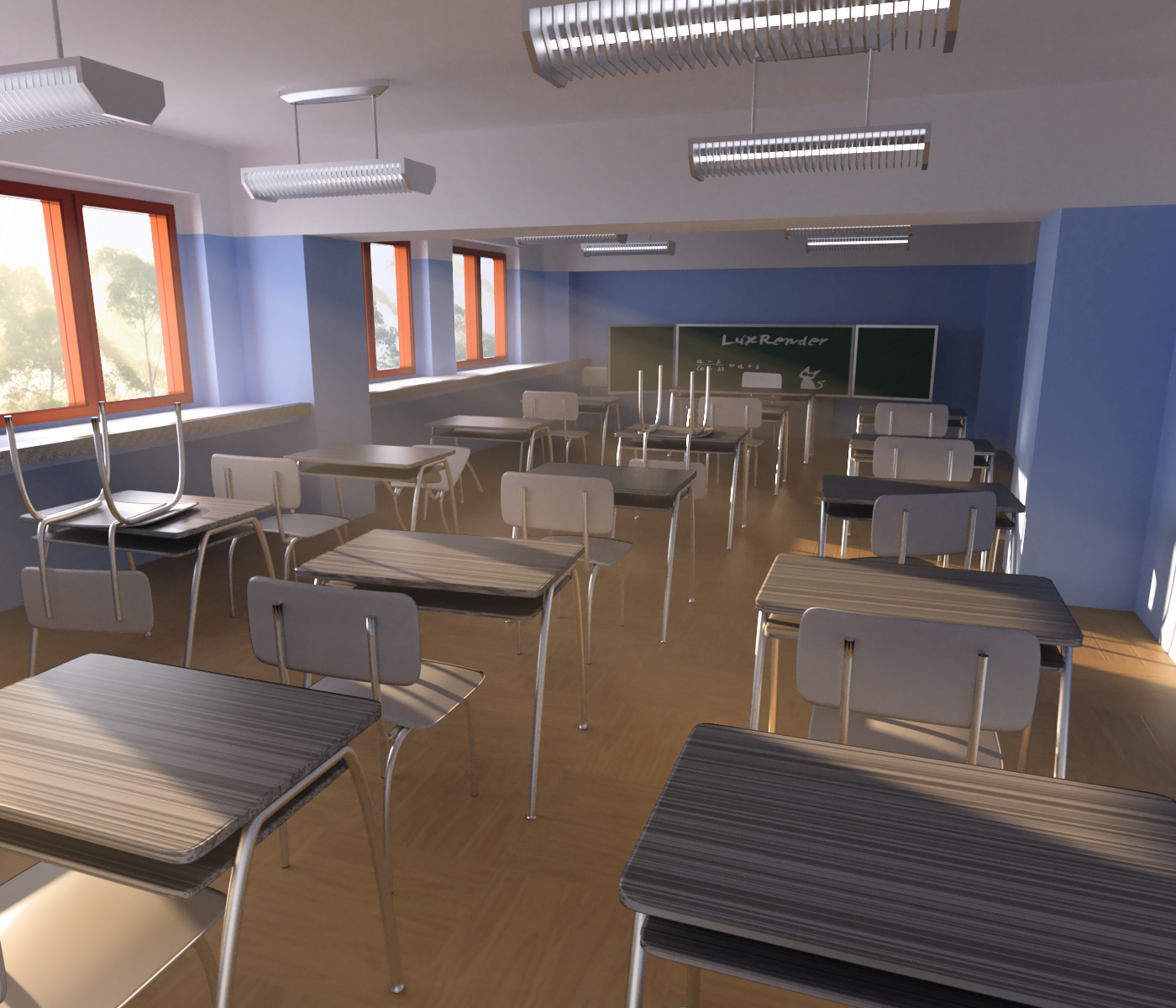
LuxRenderでの学校の内装のレンダリング。モデリングはBlender。

バージョン0.8時点のLuxRenderの主要特徴は以下を含む:
- 偏向 (バイアス) レンダリングおよび不偏 (非バイアス) レンダリング: ユーザーは物理的正確性 (非バイアス) と速度 (バイアス) を選ぶことができる。
- 完全なスペクトルレンダリング: 不連続のRGB色帯の代わりに、内部計算にフルスペクトルが使用される。
- 階層的プロシージャルおよび画像ベースのテクスチャシステム: プロシージャルおよび画像ベースのテクスチャは、複雑なマテリアルを作成できるようにするために、様々な方法で混ぜられうる。
- 変位 (ディスプレイスメント) マッピング及び細分割 (サブディビジョン): プロシージャル又は画像テクスチャを基に、物体の表面は変形されうる。
- ネットワーク及び協調レンダリング: レンダリング時間は複数のコンピュータの処理能力を組み合わせることで削減することが可能である。IPv6も対応されている。
- 透視投影 (シフトレンズを含む)、平行投影および環境カメラ
- HDR出力: レンダリング出力は、.png、.tga、.exrなど様々なファイル形式で保存可能である。
- インスタンシング（英語版）: インスタンシングは、重複オブジェクトのメッシュデータを再利用することによって、特にメモリー消費において、著しくシステムの資源を節約する。
- 内蔵された後処理: レンダリング中、ブルームやグレア、色収差及びビネットのような後処理エフェクトを追加できる。
- モーションブラー、被写界深度およびレンズ効果: カメラ及び個々のオブジェクト両方の真モーションブラー、及び、被写界深度を含む物理的に正確なレンズエフェクト。
- ライトグループ: ライトグループを使用することで、一つの画像から様々なライト状況を出力したり、リアルタイムで光源同士のバランスを調整することができる。
- トーンマッピング
- 画像のノイズ除去
- Fleximage (仮想フィルム): レンダーを中断したり再開することを可能にする。現在のレンダー状態をファイルに書き出すことができるため、どんなシステムでも後からレンダーを継続できる。
- パストレーシング用のGPUアクセラレーション (一回に一つの光をサンプリングする場合)[8]
- 伝統的カメラの色反応をエミュレートするためのフィルム反応曲線 (白黒フィルムのための曲線を含む)。
- ボリュームの内部及び外部を定義する一様ボリュームを使ったボリュームレンダリング
- 表面下散乱